# Lorenza Foschini
Lorenza Foschini (Napoli, 17 maggio 1949) è una giornalista e scrittrice italiana.

## Biografia
Laureata con lode in Storia moderna e contemporanea, nel 1976 comincia a muovere i primi passi nella televisione via cavo Telenapoli, per poi nel 1978 essere assunta alla sede Rai di Napoli. Nel 1980 il direttore del Gr1, Sergio Zavoli la chiama a Roma a lavorare al giornale radio. Conduce il Gr 1 del mattino, si occupa di cultura e spettacoli fino al 1987. Il direttore del Tg2 Antonio Ghirelli la chiama alla conduzione del Tg2 e Alberto La Volpe, succeduto a Ghirelli, le affida la night line che precede e segue la trasmissione Indietro tutta! di Renzo Arbore. All'epoca è politicamente vicino al PSI di Bettino Craxi per il quale gira anche degli spot elettorali. Con la direzione di Alberto La Volpe conduce le principali edizioni del telegiornale, gli approfondamenti di Pegaso e come vaticanista segue papa Giovanni Paolo II in tutto il mondo.
Nel 1994 il direttore di Rai2 Giovanni Minoli le affida la conduzione e la realizzazione del programma Misteri, che riscuoterà un discreto successo. Nel 1996 diventa capostruttura di Rai 3, diretta da Minoli. Con Carlo Freccero, il successivo direttore di Rai 2, realizza e conduce il programma Il filo di Arianna. Nel 1997, tratto dal suo programma televisivo, ha pubblicato il libro Misteri di fine millennio edito da Rizzoli e vincitore del Premio Scanno. Ha tradotto inediti proustiani curati da Daria Galateria per Studio Tesi col titolo Ritorno a Guermantes. Nel 2004 è nominata vicedirettore di Rai Notte. Nello stesso tempo lavora a RaiSat dove cura molti documentari nella serie La Piccola Storia e i programmi Lezioni di democrazia con il politologo Giovanni Sartori e Lezioni di archeologia con l'archeologo Andrea Carandini.
Nel 2008 ha pubblicato Il cappotto di Proust poi riedito nel 2010 da Mondadori. Il libro è stato tradotto e distribuito in molti paesi, dagli Stati Uniti alla Gran Bretagna, alla Francia, al Brasile, alla Germania, all'Argentina, alla Turchia, alla Svezia ed è in vendita in tutti paesi di lingua inglese. È uscito anche in lingua spagnola e catalana. Sempre nel 2008 ha scritto con il politologo Giovanni Sartori Lezioni di democrazia, uscito presso le edizioni Mondadori, tradotto in greco, spagnolo e distribuito in tutta l'America latina, tratto dal suo programma realizzato per RaiSat e trasmesso anche dalla televisione pubblica messicana e successivamente riproposto da Rai News 24.
Nel 2015 ha curato la biografia di Renzo Arbore: E se la vita fosse una jam session?, edita da Rizzoli. Nel 2016 è uscito il suo nuovo libro: Zoé - La principessa che incantò Bakunin, edito da Mondadori. La ricostruzione attenta e documentata della vita della principessa Obolenskaja, la donna che ispirò Anna Karenina di Tolstoj, la Principessa Casamassima di James e Sotto gli occhi dell'Occidente di Conrad prima che su di lei cadesse l'oblio. Per questo suo ultimo lavoro le è stato assegnato il Premio Capalbio e il Premio Città di Pisa. Il libro nel settembre 2017 è stato tradotto in francese con il titolo La princesse de Bakounine per le edizioni de La Table Ronde. Nel marzo 2019 Il cappotto di Proust è stato uno dei tre atti che ha inaugurato la stagione lirica del teatro di Lilla. A settembre 2019 è uscito in Italia per Mondadori, Il vento attraversa le nostre anime. Marcel Proust e Reynaldo Hahn. Storia di amore e di amicizia, e  Plaisirs d’amour, jours d’amitié de Marcel Proust et Reynado Hahn in Francia per Les éditions des Busclats, ad aprile 2021 esce l'edizione in lingua tedesca Und der Wind weht durch unsere Seelen, per i tipi di Nagel & Kimche.

## Opere
- Inchiesta sui misteri di fine millennio, Collana Saggi italiani, Roma-Milano, Rai Eri-Rizzoli, 1997, ISBN 978-88-178-4437-6.
- Il cappotto di Proust. Storia di un'ossessione letteraria, Collana Strade blu.Non fiction, Milano, Mondadori, 2010  [Portaparole, 2008], ISBN 978-88-04-60455-6.
- Zoé. La principessa che incantò Bakunin. Passioni e anarchia all'ombra del Vesuvio, Collezione Le Scie.Nuova serie, Milano, Mondadori, 2016, ISBN 978-88-04-66440-6.
- Il vento attraversa le nostre anime. Marcel Proust e Reynaldo Hahn. Una storia d'amore e di amicizia, Collana Varia saggistica italiana, Milano, Mondadori, 2019, ISBN 978-88-047-1620-4.
- L'attrito della vita. Indagine su Renato Caccioppoli matematico napoletano, Milano, La nave di Teseo, 2022, ISBN 978-88-346-1123-4.

### Traduzioni
- Marcel Proust, Ritorno a Guermantes, traduzione di S. Alfonsi e L. Foschini, a cura di Daria Galateria, Collana Biblioteca, Milano, Studio Tesi, 1988, ISBN 978-88-769-2167-4.

### Curatele
- Giovanni Sartori, La democrazia in trenta lezioni, Collana Frecce, Milano, Mondadori, 2008, ISBN 978-88-04-58079-9.
- E se la vita fosse una jam session?, con Renzo Arbore, Milano, Rizzoli, 2014, ISBN 9788817081849.